# Adolf Grünbaum
Pour les articles homonymes, voir Grünbaum.
Adolf Grünbaum, né le 15 mai 1923 à Cologne en Allemagne et mort le 15 novembre 2018, allemand naturalisé américain, est un philosophe des sciences et un critique de la psychanalyse, ainsi que de la pensée de Karl Popper.
Il est professeur permanent (Andrew Mellon) au département de philosophie de l'université de Pittsburgh. Il fonde la même année le Centre de philosophie des sciences dans cette université et y officie comme directeur jusqu'en 1978. Il est également directeur de recherche en psychiatrie (à partir de 1979), et premier chercheur au département d'histoire des sciences (à partir de 2006).

## Biographie
Adolf Grünbaum est l'ainé des enfants de l'homme d'affaires Benjamin Grünbaum (né en 1891) et d'Anna (née en  1893). Il grandit, avec sa sœur Susanne et son frère Norbert, à Cologne. Il y fréquente, avec sa famille, la synagogue où le rabbin l'éveille à Kant et à Hegel et suscite son intérêt pour la philosophie. Du fait de sa judéité, la famille fuit l'Allemagne nazie en 1938 pour Anvers, avant d'émigrer aux États-Unis.
Grünbaum obtient un B.A. avec une double distinction en philosophie et en mathématiques de l'université Wesleyenne de Middletown en 1943. Il obtient son diplôme de maîtrise en sciences. en physique (1948) et son doctorat en philosophie (1951) de l’université Yale.
En 1950 il intègre l'université Lehigh de Bethlehem où il gravit les échelons pour devenir professeur titulaire de philosophie en 1955 et devenir titulaire de la chaire de philosophie (1955-1960).
À l’automne 1960, Grünbaum quitte l’université Lehigh pour rejoindre la faculté de l’université de Pittsburgh, où il devient le premier professeur de philosophie Andrew Mellon. Cette année-là, il devient également directeur fondateur du Centre de philosophie des sciences de cette université, poste qu'il occupe jusqu'en 1978. Il y recrute ses collègues des départements de philosophie, d'histoire et de philosophie des sciences, plusieurs d'entre eux venant du département de philosophie de l'université Yale à partir de 1962. Durant cette période de recrutement, l'université de Pittsburgh a nommé Nicholas Rescher, Wilfrid Sellars, Richard Gale, Nuel Belnap, Alan Ross Anderson et Gerald Massey, entre autres.
En 2003, Grünbaum démissionne du département de philosophie de l'université de Pittsburgh, tout en conservant sa chaire Mellon à vie et toutes ses autres affiliations à cette université. Grünbaum occupe le siège de président de l’American Philosophical Association (Division orientale) et de la Philosophy of Science Association durant deux mandats. Il est président de la Division de la logique, de la méthodologie et de la philosophie des sciences de l'Union internationale d'histoire et de philosophie des sciences (IUHPS) en 2004-2005, puis il devient automatiquement président de l'IUHPS de 2006 à 2007. Il est également boursier de l'Académie américaine des arts et des sciences.
Il reçoit le prix US Senior Scientist de la Fondation Alexander von Humboldt (Allemagne, en 1985), le prix Fregene pour la science du Parlement italien (1998) et la médaille Wilbur Lucius Cross de l’université Yale (1990). De plus, en mai 1995, il obtient un doctorat honorifique de l'université de Constance en Allemagne et, en 2013, un doctorat honorifique en philosophie de l'université de Cologne en Allemagne. En 2013, il obtient également la Croix fédérale du mérite de la République fédérale d'Allemagne.
Il décède en novembre 2018 à l'âge de 95 ans.

## Prix et distinctions
- (de) Senior U.S. Scientist Prize délivré par la fondation allemande Alexandre von Humboldt en 1985.
- (en) Wilbur Lucius Cross Medal de l'université Yale en 1990.
- (de) En mai 1995, il est doctorant honoraire de l'université de Constance en Allemagne.
- (it) Fregene Prize du Parlement italien, pour la science en 1998.

## Œuvres
- (en) Modern Science and Zeno's Paradoxes (1967), Anchor Doubleday Books.
- (en) Geometry and Chronometry in Philosophical Perspective (1968), University of Minnesota Press.
- (en) Philosophical Problems of Space and Time (1963), Alfred A. Knopf, Inc.
- (en) The Foundations of Psychoanalysis (1984), University of California Press.
- (en) Validation in the Clinical Theory of Psychoanalysis: A Study in the Philosophy of Psychoanalysis, (1993), International Universities Press.